# Mitsuru Maruoka
Mitsuru Maruoka (丸岡 満 Maruoka Mitsuru?), född 6 januari 1996 i Tokushima prefektur, är en japansk fotbollsspelare.
Maruoka började sin karriär 2014 i Cerezo Osaka. 2014–2015 blev han utlånad till Borussia Dortmund. 2017 blev han utlånad till V-Varen Nagasaki. 2018 blev han utlånad till Renofa Yamaguchi FC. Med Cerezo Osaka vann han japanska ligacupen 2017 och japanska cupen 2017.